# Cy Touff
Cyril James „Cy“ Touff (* 4. März 1927 in  Chicago, Illinois; † 24. Januar 2003 in Evanston, Illinois) war ein US-amerikanischer Jazz-Trompeter (Basstrompete) und Posaunist. Bekannt wurde er durch sein Spiel in den Bands von Woody Herman, Boyd Raeburn und Chubby Jackson. Er brachte im Jazz die Basstrompete als Instrument zur Geltung.

## Leben
Cy Touff spielte zunächst Klavier, C-Melody Saxophon, Xylophon und danach Trompete. 1944 bis 1946 spielte er in zwei Bands der US-Army Posaune (mit Conte Candoli, Red Mitchell). Er kehrte danach nach Chicago zurück, studierte ab 1946 bei Lennie Tristano, arbeitete bei Jimmy Dale, Bill Russo, Charlie Ventura, Shorty Sherock, Ray McKinley, Boyd Raeburn und bei der New York City Opera Company.
Er ging dann Ende der 1940er Jahre zur Basstrompete über und arbeitete 1953 bis 1956 bei Nat Pierce/Dick Collins und Woody Herman, war dann in Chicago tätig, unter anderem bei Chubby Jackson (Aufnahme 1957) und bei Tanzorchestern. Er nahm Schallplatten unter eigenem Namen, eine davon in Quintett-Besetzung mit West-Coast-Jazz-Musikern und mit Nat Pierce auf. Neben Hard Bop Aufnahmen mit seinem Quintett (1958) nahm er auch mit einem eigenen Dixieland Sextett auf. Er nahm 1965 mit Fred Wacker auf und 1981 mit dem Sextett Hydepark after Dark(mit Clifford Jordan, Von Freeman). Er arbeitete ab den 1960er Jahren als Freelancer in Chicago, auch als Studiomusiker.

## Auswahldiskographie
- Woody Herman: Jantzen Beach Oregon (Status, 1954), 1954 & 1959 (Status)
- The Third Herdsmen: The Vogue Sessions (Vogue, 1954), mit Ralph Burns, Jimmy Gourley, Dick Collins, Dick Hafer, Henri Renaud, Jean-Louis Viale
- Nat Pierce/Dick Collins-Ralph Burns & The Herdsmen Play Paris (Fresh Sound, 1954) mit Ralph Burns, Jimmy Gourley, Dick Collins, Dick Hafer, Jack Nimitz, Henri Renaud, Jean-Louis Viale, John Howell
- Cy Touff - His Octet & Quintet (Pacific, Frash Sound, 1955) mit Leroy Vinnegar, Matt Utal, Russ Freeman, Chuck Flores, Richie Kamuca, Harry Sweets Edison